# Sun City, Arizona
Sun City je naseljeno područje za statističke svrhe u američkoj saveznoj državi Arizona. Prema popisu stanovništva iz 2010. u njemu je živjelo 37,499 stanovnika.